# Evelyne Leu
Evelyne Leu, född 7 juli 1976, är en schweizisk skidåkare, specialiserad på freestylehopp.
Vid OS i Turin 2006 vann Leu guld i freestylehopp.